# Otto Baisch

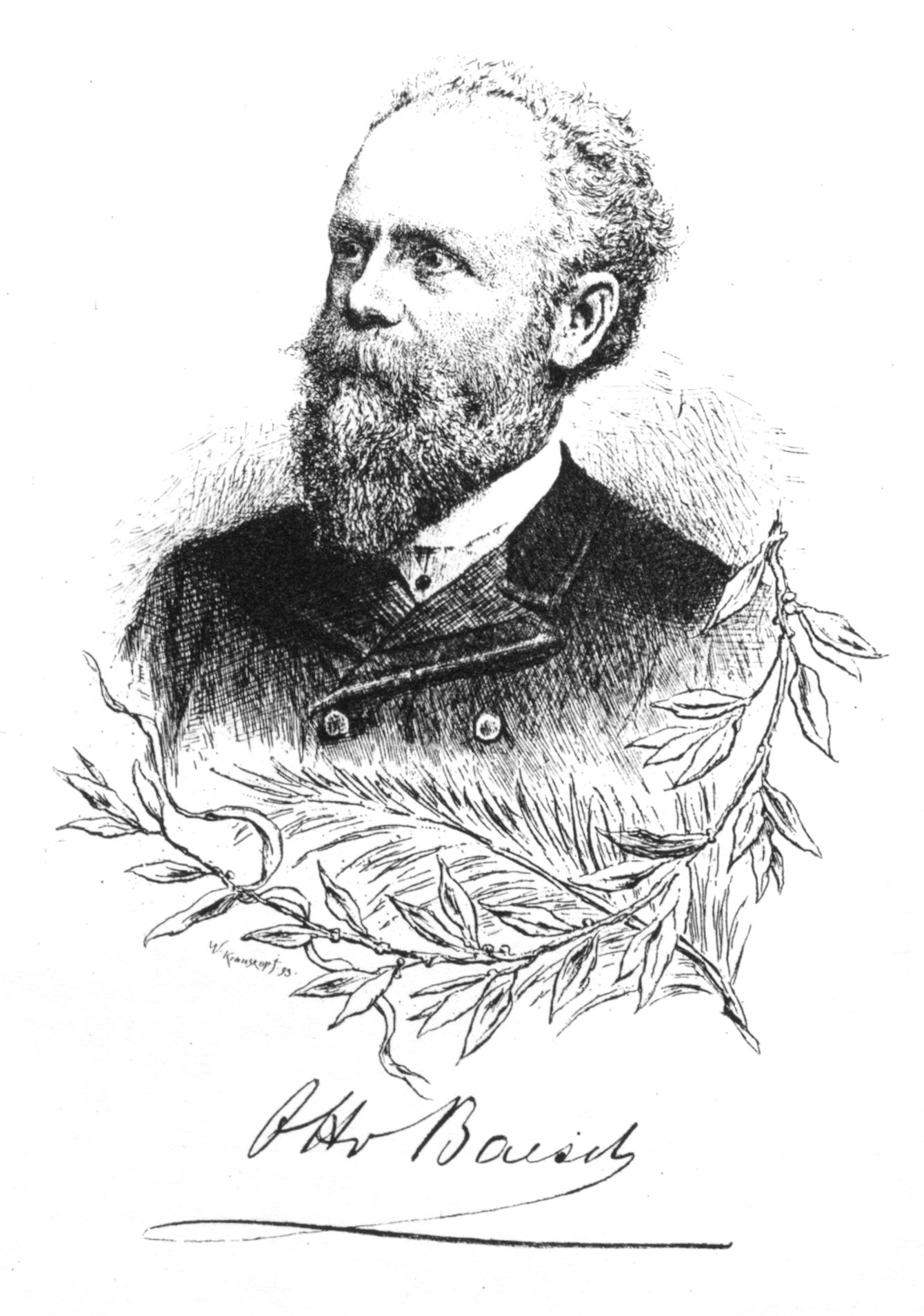
Porträt von Otto Baisch, Zeichnung von Hermann Baisch.

Otto Baisch (* 4. Mai 1840 in Dresden; † 18. Oktober 1892 in Stuttgart) war ein deutscher Schriftsteller, Redakteur, Lithograph und Maler. Er war von 1884 bis zu seinem Tod verantwortlicher Redakteur der Zeitschrift Über Land und Meer.

## Leben
Otto Baisch wurde am 4. Mai 1840 in Dresden als Sohn des Lithographen Wilhelm Gottlieb Baisch (1805–1864) geboren, der dort in der Hofdruckerei C. C. Meinhold als künstlerischer Leiter arbeitete. Sechs Jahre später 1846 wurde Baischs jüngerer Bruder, der Maler Hermann Baisch (1846–1894) geboren.
Baisch besuchte die Annenschule, eine Realschule in Dresden. 1852 zog die Familie nach Stuttgart. Sein Vater richtete in einem eigenen Haus in der Neckarstraße 34b eine lithographische Anstalt ein. Baisch besuchte die Realschule in Stuttgart. Anschließend absolvierte er bei seinem Vater eine Lehre als Lithograph und studierte von Frühjahr 1860 bis 1863 Malerei an der Kunstschule Stuttgart unter den Lehrern Bernhard von Neher, Heinrich von Rustige und Heinrich Funk.

### Lithograph
Nach dem Tod des Vaters 1864 übernahm Otto Baisch im Namen und auf Rechnung der Mutter die Leitung der lithographischen Anstalt, während sein Bruder Hermann noch seine Lehrzeit absolvierte. Außer Blumen- und Fruchtstücken lieferte er vor allem Genrebilder größeren Formates in Farbendruck für Amerika. In seiner freien Zeit besuchte er von 1865 bis 1868 literarhistorische und kunstgeschichtliche Vorlesungen von Friedrich Theodor Vischer und Wilhelm Lübke. 1873 gab er die lithographische Anstalt auf. Er verkaufte das elterliche Haus und die lithographische Anstalt, die Gottlieb Ebenhusen unter der Firma „Gottlieb Ebenhusen vormals Wilhelm Gottlieb Baisch“ an anderer Adresse weiterführte.

### Maler
Baisch beschloss, sich zukünftig der Malerei zu widmen und ging nach München, wo sein jüngerer Bruder bereits seit 1870 lebte. Am 1. Mai 1873 begann Baisch an der Akademie der Bildenden Künste in München das Studium der Malerei. Seine Lehrer waren Alexander Wagner und Wilhelm von Diez. Er wohnte von 1874 bis 1877 in der Nymphenburger Straße 45, Schillerstraße 33 und Filserbräustraße 1. Anders als sein erfolgreicher Bruder Hermann Baisch war ihm als Maler jedoch kein Erfolg beschieden.

### Journalist
Otto Baisch siedelte nach Berlin über, wo er Redakteur der 1881 gegründeten „Täglichen Rundschau“ wurde.
Ab Juni 1885 wirkte Baisch als verantwortlicher Redakteur der Zeitschrift „Über Land und Meer“ in Stuttgart. Gleichzeitig wurde er Redakteur der ebenfalls in der Deutschen Verlags-Anstalt erscheinenden Zeitschriften „Illustrirte Welt“ und „Deutsche Romanbibliothek“. 1886 heiratete er die Schriftstellerin Amalie Baisch geb. Marggraff. Aus der Ehe ging der Sohn Hermann Baisch hervor. Die Familie lebte in Stuttgart in einer Mietwohnung in der Neckarstraße 123 im Gebäude der Deutschen Verlags-Anstalt.

### Lebensabend
Otto Baisch starb an den Folgen einer Rippenfellentzündung im Alter von 52 Jahren am 18. Oktober 1892 in Stuttgart. Sein Bruder Hermann erfüllte den Wunsch des verstorbenen Bruders und sorgte ein Jahr vor seinem eigenen Tod für die Herausgabe einer Sammlung von Ottos Gedichten, die er mit eigenen Illustrationen ausschmückte. Otto Baisch wurde in Abteilung 3 auf dem Stuttgarter Pragfriedhof bestattet. Nach dem Tod ihres Ehemanns zog Amalie Baisch 1894 mit ihrem Sohn in die Kernerstraße 31, wo sie ein Jahr lang zusammen mit ihrer Mutter Elisabeth Marggraff wohnte. 1896 ging sie mit ihrem Sohn nach München zurück, wo sie 1898 in der Barer Straße 14 wohnte. Um 1900 lebte sie in Bayreuth. Sie verheiratete sich in zweiter Ehe mit dem Major Florian Gassner.
| - Übernahme der Redaktion von Über Land und Meer durch Otto Baisch, Juni 1885. - Erste von Otto Baisch redigierte Ausgabe von Über Land und Meer, Juni 1885. | - Otto Baischs Grab auf dem Stuttgarter Pragfriedhof. |

## Familie
Otto Baisch war zweimal verheiratet. Von seiner ersten Frau ist nur ihr Geburtsname Griesinger bekannt. Im Juli 1885 heiratete er in zweiter Ehe Amalie Baisch geb. Marggraff, die teilweise unter dem Pseudonym Ernesta als Schriftstellerin arbeitete. Ihr Vater war Rudolf Marggraff (1805–1880), Professor der Kunstgeschichte und Ästhetik und Generalsekretär an der Königlichen Akademie der bildenden Künste in München, den Baisch an der Akademie kennengelernt hatte. Marggraffs Vorarbeiten für eine Biographie des Malers Johann Christian Reinhart dienten Baisch als Grundlage für sein eigenes Werk über Reinhart. Aus der Ehe ging der Sohn Hermann Baisch hervor (* 4. Juli 1886), der nach der Wiederverheiratung seiner Mutter mit Florian Gassner den Namen Hermann Baisch-Gassner annahm.

## Werk

### Schriften
- Otto Baisch: Die Deutsche Kunst auf der Düsseldorfer Ausstellung 1880 : Studien und Gedenkblätter. München : Bassermann, 1880.
- Otto Baisch: Eine venetianische Studie. Novelette aus dem Künstlerleben. In: Allgemeine Kunst-Chronik, 27. August 1887, Seite 900–903, pdf, 3. September 1887, Seite 923–924, pdf.[9]
- Otto Baisch: Johann Christian Reinhart und seine Kreise. Ein Lebens- und Culturbild nach Originalquellen dargestellt. Leipzig : Seemann, 1882, pdf.
- Otto Baisch; Karl Liebrich (Herausgeber): Lieder und Sinnsprüche von Otto Baisch. Aus seinem Nachlaß herausgegeben. Mit Porträt des Dichters, Federzeichnungen. und Radirungen von Hermann Baisch. Stuttgart : Deutsche Verlags-Anstalt, 1894.
- Otto Baisch: Schwert und Feder : ein Gedenkblatt zum hundertjährigen Todestag Friedrichs des Großen. Stuttgart, 1881.
- Otto Baisch: Festspiel zur Jubelfeier 25jähriger Regierung S. M. des Königs Karl von Württemberg. Stuttgart, 1889.

### Übersetzungen
- Robert Burns; Otto Baisch: Robert Burns’ Werke. Band 1: Lieder und Balladen. Mit einer Einleitung und in neuer Übertragung von Otto Baisch. Stuttgart : Spemann, 1883. – Weitere Bände sind nicht erschienen.
- Alfred de Musset: Dichtungen von Alfred de Musset. Übersetzt von Otto Baisch. Bremen : Kühtmann, 1880.

### Beiträge
- K. Baur (Herausgeber): Württemberg und sein König 1864–1889 : eine Festgabe zum 25jährigen Regierungs-Jubiläum Seiner Majestät des Königs Karl von Württemberg. Stuttgart : Süddeutsches Verlags-Institut, 1889, Seite I: Württembergische Festtage, Gedicht von Otto Baisch. Seite 99–102: Musik und Drama, Aufsatz von Otto Baisch.
- Emil Bessels: Aniligka : eine poetische Erzählung aus dem hohen Norden. Nach dem Tode des Verfassers herausgegeben von Otto Baisch. Stuttgart, 1891.
- G. Kamberg (Herausgeber): Ein Preisausschreiben : Künstler-Novelletten. Beiträge von Hieronymus Cervi, Paul Blat, Otto Baisch, Ernst Remin, Prof. Carl Erdm. Edler, Hans Rudolf Scharfer, Clara Bauckner, Wilhelm v. Wartenegg, Jenny Zink, Rudolf Czerny. Berlin : S. Fischer Verlag, 1889.
- Emma Laddey (Herausgeber): Frauen-Album : ein Festgeschenk für Deutschlands Frauen und Töchter. Mit Originalbeiträgen von Otto Baisch, Clementine von Braunmühl, Isabella Braun etc. Stuttgart : Banz, 1880.
- Württemberg und sein König 1864–1889 : eine Festgabe zum 25jährigen Regierungs-Jubiläum Seiner Majestät des Königs Karl von Württemberg. Mit Beiträgen von Otto Baisch … Stuttgart : Süddeutsches Verlags-Institut, 1889.

### Gemälde
| - Schloss Neuenstein (Hohenlohe), 1880. - Bauernhaus mit Teich, um 1875. | - Bauernpaar vor Gehöft, um 1875. | - Abschied im Herbst, Gemälde mit eigenhändigem Gedicht. |